# Zanchia sanctae-mariae
Zanchia sanctae-mariae är en svampart som beskrevs av Rick 1958. Zanchia sanctae-mariae ingår i släktet Zanchia, divisionen basidiesvampar och riket svampar.   Inga underarter finns listade i Catalogue of Life.